# Aribam Syam Sharma
Aribam Syam Sharma (ur. 21 marca 1936 w Imphal) – indyjski reżyser teatralny i filmowy, kompozytor i dokumentalista.

## Życiorys
Urodził się w Imphal w zależnym od brytyjskich Indii królestwie Manipuru. Kształcił się w Johnstone Higher Secondary School, a następnie w D.M. College of Arts w rodzinnym mieście. Talent sceniczno-muzyczny ujawniał już w okresie szkolnym, aktywnie angażując się w działalność uczniowskiego teatru. Studiował filozofię oraz indyjską muzykę i taniec klasyczny na Visva-Bharati University w Santiniketanie w Bengalu Zachodnim. Po powrocie do rodzinnego stanu wykładał w macierzystym koledżu, później przez jakiś czas kierował katedrą filozofii w tej instytucji.
Był zaangażowany w powstanie pierwszego fabularnego filmu pełnometrażowego w historii Manipuru, Matamgi Manipur (1972), zarówno jako kompozytor ścieżki dźwiękowej oraz piosenek, jak i odtwórca jednej z ról. Jego własny debiut reżyserski Lamja Parshuram (1974) oraz następujące po nim Saphabee (1976) i Olangthagee Wangmadasoo (1979) przetwarzały twórczo motywy zaczerpnięte z manipurskiego folkloru oraz regionalnej tradycji scenicznej. Długoletnia współpraca Sharmy z prominentną pisarką M.K. Binodini Devi, zapoczątkowana przez Olangthagee Wangmadasoo, zaowocowała w kolejnych latach takimi obrazami jak Imagi Ningthem (1981), Paokhum Ama (1984) czy Ishanou (1990). Produkcje te wywarły znaczny wpływ na manipurską kinematografię, nadając jej własny, odrębny od innych kinematografii indyjskich, koloryt. Wskazuje się też, że przyniosły ze sobą istotną zmianę kulturową, po części napędzającą falę etnicznego nacjonalizmu, której wpływ widoczny był w Manipurze aż do początku XXI wieku.
Wielokrotnie nagradzany i wyróżniany na międzynarodowych festiwalach filmowych, między innymi w Nantes, Cannes i Nowym Jorku. Równolegle z filmami fabularnymi,  eksperymentuje z dokumentalistyką naświetlając rozmaite aspekty geografii, historii, środowiska naturalnego i sztuki rodzinnego stanu. Laureat 15 Narodowych Nagród Filmowych, zarówno za filmy fabularne jak i dokumentalne.
Uznawany za jednego z najistotniejszych filmowców indyjskiego północnego wschodu i za jednego z mistrzów indyjskiego dokumentu. Ceniony za realizm, unikanie melodramatyzmu oraz celowe odzieranie kina ze stereotypowego piękna i elegancji, a jednocześnie głębokie poczucie estetyki. Wskazuje się również, że na wpływ jaki jego dzieła wywierają na kolejne pokolenia filmowców oraz na ich znaczącą wartość jako materiał badawczy. W dorobku filmowym Sharmy doszukiwano się paraleli i odniesień do twórczości Mrinala Sena, Adoora Gopalakrishnana czy Satyajita Raya.
Jego filmografia obejmuje łącznie 15 pełnometrażowych filmów fabularnych i 31 filmów dokumentalnych, często poruszających tematykę społeczną. W wywiadach podkreśla konieczność wypracowania przez manipurskie kino własnych, odrębnych wzorców narracyjnych, upatrując w tym jedyną szansę na zaistnienie w globalnym dyskursie. Wspomina również o roli kina w ukazaniu unikalnej kultury i historii Manipuru oraz jego mieszkańców. Wyraża się krytycznie na temat kina hindi, świadomie stroni również od nadawania swoim utworom komercyjnego charakteru, twierdząc, że byłoby to sprzeczne z duchem jego rodzinnego stanu. Wierzy w, jak to określa, czyste kino, wolne od przetwarzania dominujących tropów i klisz, skupione na prawdomówności oraz możliwie wiernym odwzorowaniu rzeczywistości. Kładzie też szczególny nacisk na inherentnie wielojęzyczny charakter indyjskiej kinematografii.
Odegrał kluczową rolę w stworzeniu infrastruktury tworzącej manipurski przemysł filmowy. Był pierwszym przewodniczącym Manipur Film Development Corporation, a także założycielem i pierwszym przewodniczącym Imphal Cine Club. Bywa określany mianem ojca manipurskiego kina. Współpracuje z wieloma instytucjami promującymi integrację przemysłów filmowych północno-wschodnich Indii, w tym z assamskim Guwahati Cine Club. Zasiada również we władzach Imasi Foundation, sprawującej opiekę nad literackim i artystycznym dorobkiem M.K. Binodini Devi.
Poza aktywnością filmową ma również pewien wkład w rozwój manipurskiego teatru eksperymentalnego. Wyreżyserował liczne sztuki sceniczne, w tym Ashangba Nongjabi, Khongchat i Ani. Komponuje piosenki, śpiewa, był jednym z pierwszych współpracowników manipurskiej sekcji indyjskiego radia publicznego. Skomponowana przez niego piosenka Anouba Jugki Anouba Asha Puduna jest uznawana za kultową. W 2015 pojawiła się propozycja, by współtworzoną przez Sharmę popularną pieśń patriotyczną Sana Leibak Manipur, Koloi Nanggi Manipur ogłosić manipurskim hymnem stanowym. Skomponował ścieżki dźwiękowe oraz piosenki do szeregu filmów. Piosenki takie jak Tha Tha Thabungton z Matamgi Manipur czy Lamja Lamja Kougene Nahakpu oraz Nangdi Chatle Taklamdana z Lamja Parshuram cieszą się znaczną popularnością do dziś.
Opublikował cztery książki. Autobiograficzne Living Shadows (2006) oraz Manipuri Cinema: Eigi Paodam (2016), będące również osobistą refleksją nad sytuacją kinematografii manipurskiej. Eshei Binodinigi (2014) napisane we współpracy z Chongtham Kamalą poświęcone jest piosenkom autorstwa M.K. Binodini Devi. Matam Eshei Amasung Eihak (2014) natomiast opisuje i analizuje współczesną muzykę manipurską.

## Nagrody i wyróżnienia
W 2006 otrzymał Padmę Shri. Order ten zwrócił w lutym 2019, w proteście przeciwko proponowanej nowelizacji ustawy o obywatelstwie
. W 2011 otrzymał miejsce w Manipur State Kala Akademi.

## Życie prywatne
Jego syn Aribam Gautam również jest związany z przemysłem filmowym.